# Museo d'arte moderna di Espoo
Il Museo d'arte moderna di Espoo, anche conosciuto con l'acronimo EMMA (Espoon modernin taiteen museo), è un museo d'arte moderna della città finlandese omonima. 

## Descrizione
L'EMMA si trova nel quartiere di Tapiola, a Espoo. Occupa il WeeGee, un'architettura brutalista di Aarno Ruusuvuori che, in passato, fungeva da sede della casa editrice Weilin+Göös. Comprende cinque musei e una galleria d'arte moderna; con i suoi 5.000 m² (secondo altre fonti 6.000 m²), si conferma essere il più vasto museo del paese.
Il Museo conserva circa tremila opere moderniste e contemporanee, tra cui quelle di Osmo Valtonen e Lars-Gunnar Nordström. Si segnala anche una delle poche abitazioni prodotte in serie della linea Futuro, progettata da Matti Suuronen negli anni sessanta.

## Storia
Il Museo d'arte moderna di Espoo venne aperto al pubblico l'autunno del 2006; quattro anni prima era stata inaugurata l'omonima fondazione.